# Ferdinand Berthier
Ferdinand Berthier (Louhans, Saona y Loira, 30 de septiembre de 1803-París, 12 de julio de 1886), cuyo nombre completo era Jean-Ferdinand Berthier, fue un educador, intelectual y activista político por los derechos de las personas sordas en la Francia del siglo XIX, y uno de los primeros defensores de la identidad y la cultura de las personas sordas.
Decano de los profesores del Instituto de Sordos de París, es particularmente conocido por la creación de la Sociedad Central de Sordos de París, que pasó a ser, unos años más tarde, la Sociedad Universal de Sordos.

## Biografía

### Nacimiento e infancia
Ferdinand Berthier nació el 30 de septiembre de 1803 en Louhans (Borgoña). Su padre era cirujano.
Se volvió sordo a los 4 años de edad. A los 8 años entra en el Instituto para Sordomudos de París, fundado por el Abad Michel de L'Epée. En esa época se ocupan de la instrucción los maestros oyentes Louis-Pierre Paulmier y Auguste Bebian y los profesores sordos Laurent Clerc y Jean Massieu. Durante su instrucción, Ferdinand Berthier resulta ser un alumno brillante.

### Carrera
Inicia su carrera como enseñante en 1829, año en que es nombrado profesor del Instituto de Sordomudos de París, junto con Alphonse Lenoir. Durante sus años como enseñante tiene como alumno a Émile Mercier (futuro fundador de la Asociación de Sordos) e hijo de Eugène Mercier (inventor del film publicitario). Termina su carrera siendo el decano de los profesores sordos.
Ferdinand Berthier desarrolla una importante actividad en la organización de la comunidad sorda francesa y posibilita la enseñanza y la formación de las personas sordas. Convertido en miembro de la  Société des gens de Lettres (Sociedad de Personas de Letras), funda la Société centrale des sourds-muets de Paris (Sociedad Central de Sordomudos de París), en 1838. En 1850, será uno de los cofundadores de la Société centrale d'éducation et d'assistance pour les sourds-muets (Sociedad Central de Educación y Asistencia para los Sordomudos) en Francia, que, en 1867, se transformará en la Société universelle des sourds-muets (Sociedad Universal de los Sordomudos).
Víctor Hugo le llamó «El Napoleón de los Sordomudos», sobrenombre asumido luego por las personas sordas.

### Actividades y escritos
Sus escritos defienden la lengua de signos y a los sordos, a los que llama «mis hermanos». Dio a conocer la obra del abate l'Épée entre sordos y oyentes del siglo XIX.  
Se muestra como un promotor de la cultura sorda, reivindicando continuamente el derecho de los sordos a poder utilizar la lengua de signos en cualquier situación (en la escuela, ante los tribunales, etc.) para alcanzar la igualdad civil. También da a conocer a artistas y poetas sordos de su época y de las precedentes.

## Distinciones y recompensas
- Caballero de la Legión de Honor, en 1849.[2]
- Premio de la Sociedad de Ciencias Morales.

## Cita a propósito de Ferdinand Berthier
Cita de Víctor Hugo:

«¿Qué importa la sordera del oído cuando la mente escucha? La simple sordera, la sordera auténtica, la sordera incurable es la de la inteligencia».
Escrito de Víctor Hugo dirigido a Ferdinand Berthier, el 25 de noviembre de 1845.

## Posteridad
El Museo de los Sordos, en el Hôtel-Dieu de Louhans, un palacete, fue creado por Armand Pelletier en 2013. Se escogió como sede a esta localidad en homenaje al lugar de nacimiento  de Ferdinand Berthier y a su obra.
En la plaza Saint-Jean de Louhans está emplazada su efigie, un busto en bronce obra del escultor Jean-Pierre Malaussena, de 1999.

## Obra
Estas obras, todas ellas en francés, se pueden consultar, entre otros sitios, en la biblioteca histórica del Instituto Nacional de Jóvenes Sordos de París.
- Notice sur la vie et les ouvrages de Auguste Bébian, chez Ledoyen, 1839.
- Auguste Bébian, ancien censeur des études de l'Institut royal des sourds-muets de Paris, 46 páginas.
- Les sourds-muets avant et depuis l'abbé de l'Épée, chez Ledoyen", 1840.
- Prix de la Société des sciences morales, lettres et arts de Seine-et-Oise.
- Discours prononcés en langage mimique, Institution des Sourds-Muets de Paris, 1849.
- Discours entre 12 août 1842 et 9 août, 1849, 28 páginas.
- L'abbé de l'Épée, Michel Lévy frères, 1852.
- Sa vie, son apostolat, ses travaux, sa lutte et ses succès, 413 páginas.
- Sur l'opinion de feu le docteur Itard, Michel Lévy frères, 1852.
- Docteur Itard, médecin en chef de l'Institution nationale des sourds-muets de Paris, relative aux facultés intellectuelles et aux qualités morales des sourds-muets, 112 páginas.
- Le Code Napoleon, Librairie du Petit Journal, 1868.
- Code civil de l'Empire français, mis à la portée des sourds-muets, leurs familles et des parlants en rapports journaliers avec eux, 527 páginas.
- L'Abbé Sicard, célèbre instituteur des sourds-muets, successeur immédiat de l'Abbé de L'Épée, Charles Douniol et Cie, 1873.
- Précis historique sur sa vie, ses travaux et ses succès, suivi de détails biographiques sur ses élèves sourds-muets les plus remarquables Jean Massieu et Laurent Clerc, et d'un appendice contenant des lettres de l'abbé Sicard au baron de Gérando, son ami et son confrère à l'institut, 259 páginas.